# Circondario dei Monti Metalliferi Centrali
Il circondario dei Monti Metalliferi Centrali (in tedesco Mittlerer Erzgebirgskreis) era un circondario della Sassonia di 88 030 abitanti, che aveva come capoluogo Marienberg.
Il 1º agosto 2008 è stato unito ai circondari di Annaberg, Aue-Schwarzenberg e Stollberg, a formare il nuovo circondario dei Monti Metalliferi (Erzgebirgskreis).

## Città e comuni
(Abitanti al 31 dicembre 2006)
| Città 1. Marienberg (14.005) 2. Zschopau (11.247) 3. Olbernhau (10.716) 4. Lengefeld (4.670) 5. Wolkenstein (4.272) 6. Zöblitz (2.999) | Comuni 1. Pockau (4.177) 2. Amtsberg (4.185) 3. Gornau/Erzgeb. (4.039) 4. Großrückerswalde (3.882) 5. Drebach (3.534) 6. Großolbersdorf (3.149) 7. Pfaffroda (3.018) 8. Seiffen/Erzgeb. (2.600) 9. Venusberg (2.334) 10. Pobershau (2.072) 11. Borstendorf (1.430) 12. Grünhainichen (1.329) 13. Waldkirchen/Erzgeb. (1.185) 14. Deutschneudorf (1.170) 15. Börnichen/Erzgeb. (1.094) 16. Heidersdorf (923) |